# Campagne de Nouvelle-Guinée
Cet article concerne la campagne de 1942. Pour la campagne de 1914, voir Campagne de Nouvelle-Guinée (1914).
Seconde Guerre mondiale, 
Guerre du Pacifique
Batailles
- Rabaul
- 1re Salamaua-Lae
- Mer de Corail
- Piste Kokoda
- Baie de Milne
- Goodenough
- Buna-Gona-Sanananda
- Lilliput
- Merauke

- Wau
- Mer de Bismarck
- I-Go
- 2e Salamaua-Lae
- Chronicle
- Monts Finisterre
- Bougainville
- Bombardement de Wewak
- Péninsule de Huon
- Nouvelle-Bretagne
- Bombardement de Rabaul

- Neutralisation de Rabaul
- Îles de l'Amirauté
- Emirau
- Take Ichi
- Nouvelle-Guinée occidentale

Batailles et opérations de la guerre du Pacifique

Japon :
- Raid de Doolittle
- Bombardements stratégiques sur le Japon (Tokyo
- Yokosuka
- Kure
- Hiroshima et Nagasaki)
- Raids aériens japonais des îles Mariannes
- Campagne des archipels Ogasawara et Ryūkyū
- Opération Famine
- Bombardements navals alliés sur le Japon
- Baie de Sagami
- Invasion de Sakhaline
- Invasion des îles Kouriles
- Opération Downfall
- Reddition du Japon

Pacifique central :
- Pearl Harbor
- Guam (1941)
- Wake
- Raid sur les îles Gilbert et Marshall
- Opération K
- Midway
- Opération RY
- Campagne des îles Gilbert et Marshall
- Campagne des îles Mariannes et Palaos
- Campagne des archipels Ogasawara et Ryūkyū
- Opération Inmate

Pacifique du sud-ouest :
- Nauru
- Invasion des Philippines (1941-42)
- Invasion des Indes orientales néerlandaises
- Opérations de l'Axe dans les eaux australiennes
- Raids aériens japonais sur l'Australie (1942-43)
- Opération Ke
- Campagne des îles Salomon
- Campagne de Nouvelle-Guinée
- Campagne des Philippines
- Campagne de Bornéo (1945)

Asie du sud-est :
- Invasion de l'Indochine (1940)
- Océan Indien (1940-45)
- Guerre franco-thaïlandaise
- Invasion de la Thaïlande
- Campagne de Malaisie
- Hong Kong
- Singapour
- Campagne de Birmanie
- Opération Kita
- Indochine (1945)
- Détroit de Malacca
- Opération Jurist
- Opération Tiderace
- Opération Zipper
- Bombardements stratégiques (1944-45)

Guerre sino-japonaise
Front d'Europe de l’Ouest
Front d'Europe de l’Est
Bataille de l'Atlantique
Campagnes d'Afrique, du Moyen-Orient et de Méditerranée
Théâtre américain
La campagne de Nouvelle-Guinée fut, durant la Seconde Guerre mondiale, l'un des théâtres d'opérations de la Guerre du Pacifique. Elle se déroula en parallèle à la campagne des îles Salomon ; certaines opérations étaient communes aux deux campagnes, du fait de la proximité des territoires. Elle a vu principalement s'opposer les armées australiennes et américaines aux armées japonaises.
Le territoire de la Nouvelle-Guinée, disposant d'une grande superficie adaptée pour les grandes bases terrestres, aériennes et navales, était aussi stratégiquement important par sa position même entre l'océan Pacifique et l'océan Indien. La partie occidentale de l'île, la Nouvelle-Guinée néerlandaise, était un territoire des Pays-Bas faisant partie des Indes orientales néerlandaises visées par les attaques de l'empire du Japon au début de 1942. La partie orientale, sous mandat de l'Australie, était répartie entre le Territoire de Papouasie et le Territoire de Nouvelle-Guinée. Si les Japonais n'envisageaient pas dans l'immédiat voire n'ont jamais réellement prévu d'envahir l'Australie, l'annexion de ces territoires aurait non seulement permis d'isoler ce pays, mais aussi de considérablement gêner les opérations maritimes des Alliés dans le Pacifique sud-ouest. 

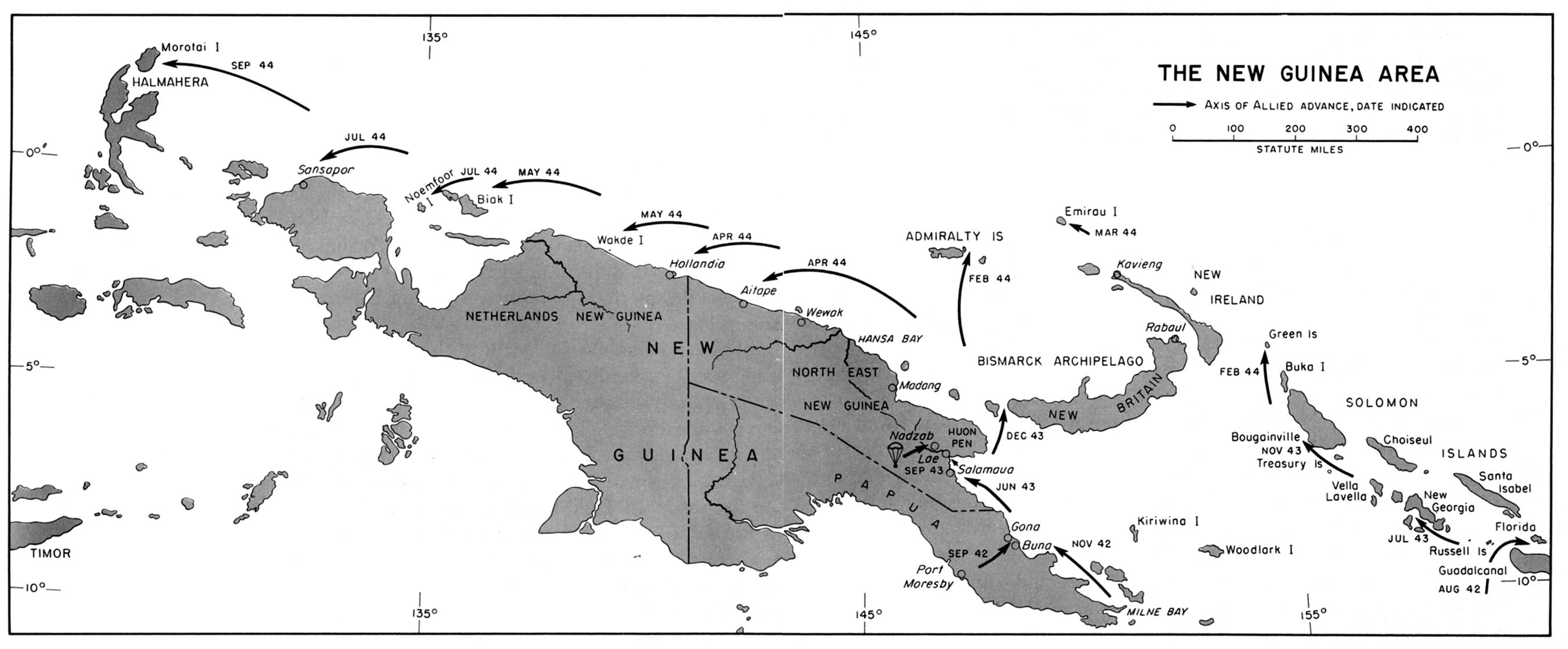
Cartes des opérations militaires alliées durant la campagne de Nouvelle-Guinée

## Avancées japonaises
- Invasion de Rabaul
- Bataille de la mer de Corail
- Invasion de Salamaua–Lae
- Invasion de Buna-Gona

Les combats ont commencé avec l'assaut sur Rabaul, en Nouvelle-Bretagne, le 23 janvier 1942. Rabaul tomba en février et devint la tête de pont de l'armée japonaise pour leurs campagnes en Nouvelle-Guinée. L'United States Army Air Forces et la Royal Australian Air Force lancèrent ensuite des campagnes de bombardements sur Rabaul, immédiatement après sa chute, puis à nouveau en 1943 jusqu'à la fin de la guerre.
Le 8 mars, les Japonais débarquèrent sans réelle opposition à Salamaua et à Lae, investissant le territoire de Papouasie, tandis que les Volontaires armés de Nouvelle-Guinée prenaient le maquis pour mener des actions de guérilla.
En mai 1942, la bataille de la mer de Corail vit cependant Américains et Australiens parvenir à freiner l'avance des troupes impériales, qui durent renoncer à leurs projets d'assaut amphibie pour la prise de Port Moresby en choisissant à la place de mener un assaut terrestre à partir des régions au nord de la ville, et qui envahirent dans cet objectif la région de Buna et de Gona pour y établir des têtes de pont et y débarquer troupes, matériel et ravitaillement nécessaires à cette campagne.

## Premiers succès alliés stoppant la progression nippone
- Campagne de la piste Kokoda
- Bataille de la baie de Milne
- Bataille de Goodenough
- Bataille de Buna-Gona-Sanananda
- Bataille de Wau
- Bataille de la mer de Bismarck
- Campagne de Salamaua-Lae
  - Débarquement dans la baie de Nassau
  - Débarquement sur Lae
  - Bataille de Nadzab

Après que les Australiens soient parvenus à contenir l'assaut du Japon vers Port Moresby au cours de la campagne de la piste Kokoda, puis à de nouveau repousser les troupes japonaises lors de la bataille de la baie de Milne en août/septembre 1942, la reconquête du Territoire de Papouasie et du Territoire de Nouvelle-Guinée s'entame par l'extrême-est de la Nouvelle-Guinée. Il s'ensuit la bataille de Buna-Gona-Sanananda de novembre 1942 à janvier 1943, où les Australiens, aidés par les premières unités américaines récemment arrivées en Nouvelle-Guinée, prirent le contrôle des cruciales têtes de ponts établies par les Japonais dans cette zone ; puis la campagne de Salamaua-Lae, d'avril à septembre 1943, au cours de laquelle les Japonais perdirent deux grandes bases militaires, logistiques et aériennes sur l'île. Après ces succès, les Alliés reprirent définitivement l'initiative des opérations en Nouvelle-Guinée.

## Débarquements alliés sur les îles de la mer de Bismarck
- Campagne de Bougainville
- Campagne de Nouvelle-Bretagne
  - Bataille d'Arawe
  - Bataille de Cape Gloucester
  - Bataille de Talasea
  - Bataille de la baie de Wide
  - Débarquement sur la baie de Jacquinot
  - Bataille de la baie d'Open
- Campagne des îles de l'Amirauté
- Débarquement sur Emirau

Afin d'isoler la base principale japonaise située à Rabaul, mais également de couper les lignes de ravitaillement de la 9e flotte de toutes les troupes japonaises en Nouvelle-Guinée, la reconquête des îles Salomon s'opéra du 30 juin 1943 au 25 mars 1944 lors de l'opération Cartwheel.
Des débarquements successifs eurent lieu sur les îles de Nouvelle-Géorgie, de Nouvelle-Bretagne et les îles de l'Amirauté où les troupes japonaises furent neutralisées, bien que certaines resteront cachées et retranchées profondément dans la jungle jusqu'à la fin de la guerre.

## Avancées successives des Alliés d'est en ouest
- Campagne de la péninsule de Huon
  - Débarquement sur Scarlet Beach
  - Bataille de Finschhafen
  - Bataille de Sattelberg
  - Bataille de Wareo
  - Bataille de Sio
- Campagne des Monts Finisterre
- Débarquement sur Saidor
- Débarquement sur Aitape
- Bataille de Hollandia
- Bataille de Wakde

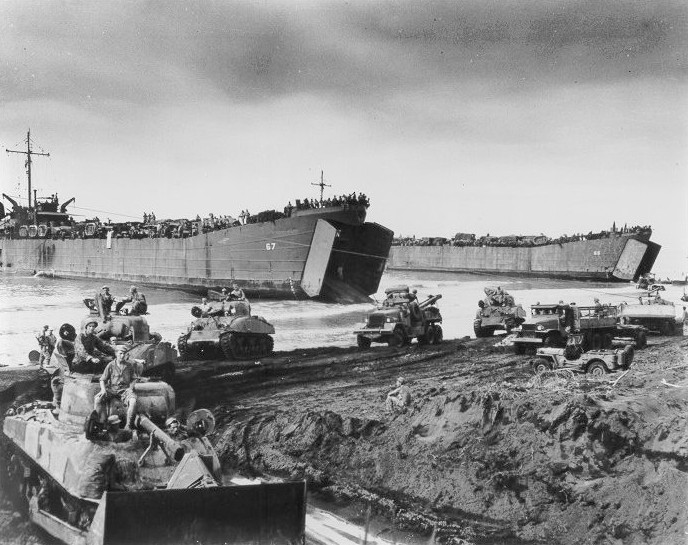
Débarquement de l'US Army en juillet 1944 sur Noemfoor

- Bataille de Wakde-Sarmi (Lone Tree Hill)
- Bataille de Biak
- Bataille de Noemfoor
- Bataille d'Aitape (Driniumor)
- Bataille de Sansapor
- Bataille de Morotai

Avec l'arrivée massive de soldats américains qui organisèrent à partir de début 1944 des débarquements successifs, par "sauts de puce", de l'est de la Nouvelle-Guinée jusqu'à son extrême-ouest, les troupes alliées reconquirent toutes les zones côtières du nord de l'île ainsi que les principaux ports et aérodromes durant des opérations s'établissant de septembre 1943 à septembre 1944.
Bien souvent, l'état-major américain a délibérément décidé de ne pas combattre, d'éviter et d'ignorer des garnisons japonaises dont la neutralisation ne revêtait pas une réelle importance stratégique. Ces garnisons, coupées de tout ravitaillement en terrain hostile, furent forcées de se replier dans la jungle montagneuse et les marais de l'intérieur des terres où elles survécurent tant bien que mal jusqu'à la fin de la guerre, souffrant gravement de la faim et de la maladie mais également des raids aériens alliés.

## Campagne d'Aitape-Wewak
Après avoir mené à bien cette succession d'opérations, les troupes américaines en place dans le nord de l'île furent appelées à poursuivre les combats sur d'autres secteurs du théâtre de guerre du Pacifique, notamment aux Philippines. L'entière poursuite des opérations en Nouvelle-Guinée incomba ainsi à l'armée australienne, qui reprit l'offensive dans le nord-ouest du Territoire de Nouvelle-Guinée que les Américains avaient mis entre parenthèses après la capture de leurs principaux objectifs.
À partir de novembre 1944, la 6e division d'infanterie australienne fut chargée d'affronter les éléments restants, estimés à 30 000 hommes de trois divisions d'infanterie japonaises décimées, dispersées, très isolées et souffrant d'un cruel manque de ravitaillement en nourriture et en matériel autour de la région d'Aitape et de Wewak. 
Sur un terrain très difficile et dans des conditions climatiques éprouvantes pour les belligérants, les troupes nippones furent traquées et toujours repoussées plus loin par des unités australiennes spécialement entraînées pour les combats dans la jungle jusqu'à la fin de la guerre.

## Sources et bibliographie
- (en) Robert Ross Smith, The Approach to the Philippines : The War in the Pacific, University Press of the Pacific;, 1963 (réimpr. 2005), 644 p. (lire en ligne)
- (en) United States Strategic Bombing Survey, The Campaigns of the Pacific War, United States Government Printing Office;, 1946 (réimpr. 1969), 404 p. (lire en ligne), « Chapter VIII : The New Guinea Campaign »
- (en) Douglas MacArthur, Reports of General MacArthur : The Campaigns of MacArthur in the Pacific-Volume I, United States Army Center of Military History, 1966, 466 p. (lire en ligne)
- (en) Douglas MacArthur, Reports of General MacArthur : Japanese operations in the Southwest Pacific Area-Volume II-Part I, United States Army Center of Military History, 1966, 363 p. (lire en ligne)
- (en) David Dexter, Volume VI–The New Guinea Offensives, Australian War Memorial, coll. « Australia in the War of 1939–1945 », 1961, 851 p. (lire en ligne)
- Charles R. Anderson, Papua, Washington, United States Army Center of Military History (lire en ligne).
- Edward J. Drea, New Guinea, Washington, United States Army Center of Military History (lire en ligne).
- (en) Harry A. Gailey, MacArthur's Victory : The War In New Guinea 1943–1944, Random House, 2004, 304 p. (ISBN 978-0-345-46386-9)
- (en) Stephen R. Taafe, MacArthur's Jungle War : The 1944 New Guinea Campaign, Lawrence, University Press of Kansas, 1998, 328 p. (ISBN 978-0-7006-0870-6)